# ジョージ・ゴードン (初代ゴードン公爵)

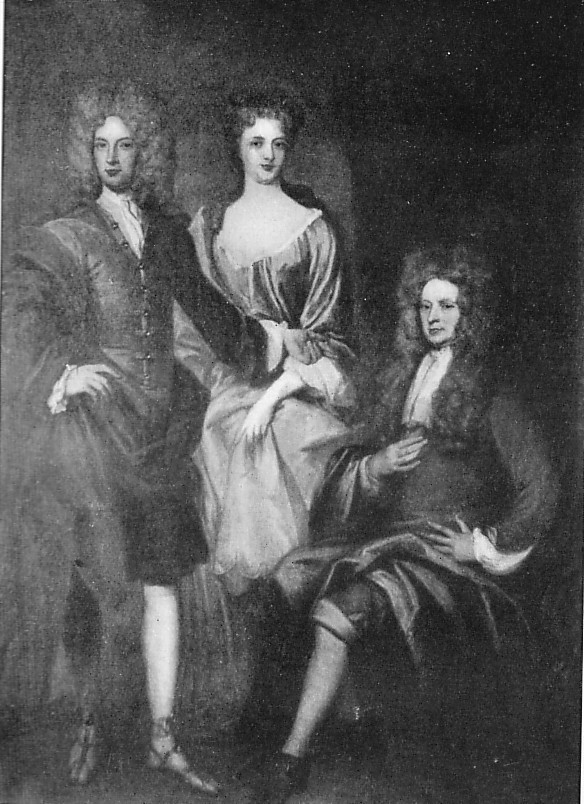
初代ゴードン公爵の肖像画（立っている男性）。妻エリザベス（立っている女性）、座っている人物は長男ハントリー侯爵（儀礼称号）。

初代ゴードン公爵ジョージ・ゴードン（英: George Gordon, 1st Duke of Gordon, KT, PC、1643年 - 1716年12月7日）は、スコットランドの貴族。

## 経歴
1643年に後に第3代ハントリー侯爵となるルイス・ゴードンとその妻イザベル(旧姓グラント)の間の長男として生まれる
1653年12月に父が死去し、第4代ハントリー侯爵の爵位を継承した。
フランスのカトリック神学校で学び、イタリア、ドイツ、ハンガリーなどにも旅行した。1672年にスコットランドに帰国するもその翌年にはオランダ侵略戦争でフランス軍に従軍し、マーストリヒト侵攻に参加した。
1684年11月1日にスコットランド貴族爵位ゴードン公爵位を与えられた。
1685年にはエディンバラ城城守(Constable of Edinburgh Castle)、1686年にはスコットランド枢密顧問官、1687年から1689年にかけてスコットランド王庫管理長官(Commissioner of the Scottish Treasury)を務めた。1689年の名誉革命の際にはジェイムズ2世に与し、エディンバラ城の防衛にあたったが、1689年に降伏した。
1708年にはジャコバイトとの関与の疑いをもたれて逮捕され、エディンバラ城に投獄された。
1716年12月7日に死去した。

## 栄典

### 爵位
1653年12月に以下の爵位を継承した。
- 第4代ハントリー侯爵 (4th Marquess of Huntly)
(1599年創設スコットランド貴族爵位)
- 第9代ハントリー伯爵 (9th Earl of Huntly)
(1445年創設スコットランド貴族爵位)
- 第4代インジー伯爵 (4th Earl of Enzie)
(1599年創設スコットランド貴族爵位)
- バデノックの第4代ゴードン卿 (4th Lord Gordon of Badenoch)
(1599年創設スコットランド貴族)

1684年11月1日に以下の爵位を新規に叙された。
- 初代ゴードン公爵 (1st Duke of Gordon)
(スコットランド貴族爵位)
- 初代ハントリー侯爵 (1st Marquess of Huntly)
(スコットランド貴族爵位)
- 初代ハントリー＝インジー伯爵 (1st Earl of Huntly and Enzie)
(スコットランド貴族爵位)
- 初代インヴァーネス子爵 (1st Viscount of Inverness)
(スコットランド貴族爵位)
- 初代バデノック、ロシャベール、ストラサヴォン、ベルモア、オーチドン、ガースィー及びキンカーディン卿 
(1st Lord Badenoch, Lochaber, Strathavon, Balmore, Auchidon, Garthie and Kincardine)
(スコットランド貴族爵位)

### 勲章
- 1687年、シッスル騎士団(勲章)ナイト[2][4]

## 家族
1676年に第6代ノーフォーク公爵ヘンリー・ハワードの娘エリザベスと結婚した。彼女との間に以下の2子を儲けた。
- 長男アレグザンダー・ゴードン (1678頃-1728) ： 第2代ゴードン公爵位を継承
- 長女ジェーン・ゴードン (1683頃-1773) ： 第2代パース公爵ジェイムズ・ドラモンドと結婚